# Jaroslav Škarvan
Jaroslav Škarvan (3. dubna 1944 Plzeň, Protektorát Čechy a Morava – 21. června 2022) byl československý házenkářský brankář, stříbrný medailista z letních olympijských her v Mnichově v roce 1972. V roce 1967 byl také součástí týmu, který vyhrál zlato na mistrovství světa v házené.
Svoji házenkářskou kariéru začal v týmu Škoda Plzeň, později přestoupil do klubu HC Dukla Praha.